# ثقافة سامراء

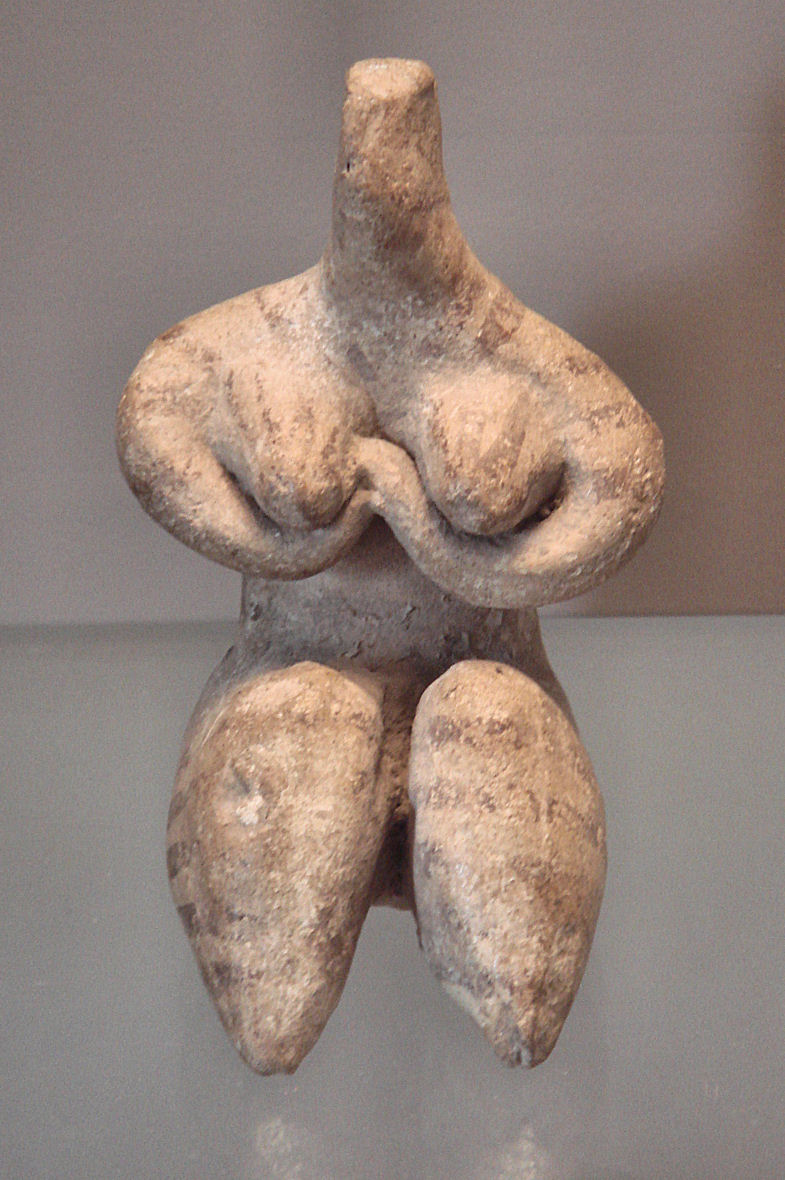
تمثال إناث الصغير، سامراء، 6000 قبل الميلاد

ثقافة سامراء هي ثقافة أثرية في العصر النحاسي كانت في شمال بلاد الرافدين وهذا مؤرخ تقريبا بين 5500 إلى 4800 قبل الميلاد وهي تتداخل جزئيا مع ثقافة حسونة وفترة العبيد في وقت مبكر.

## معرض صور

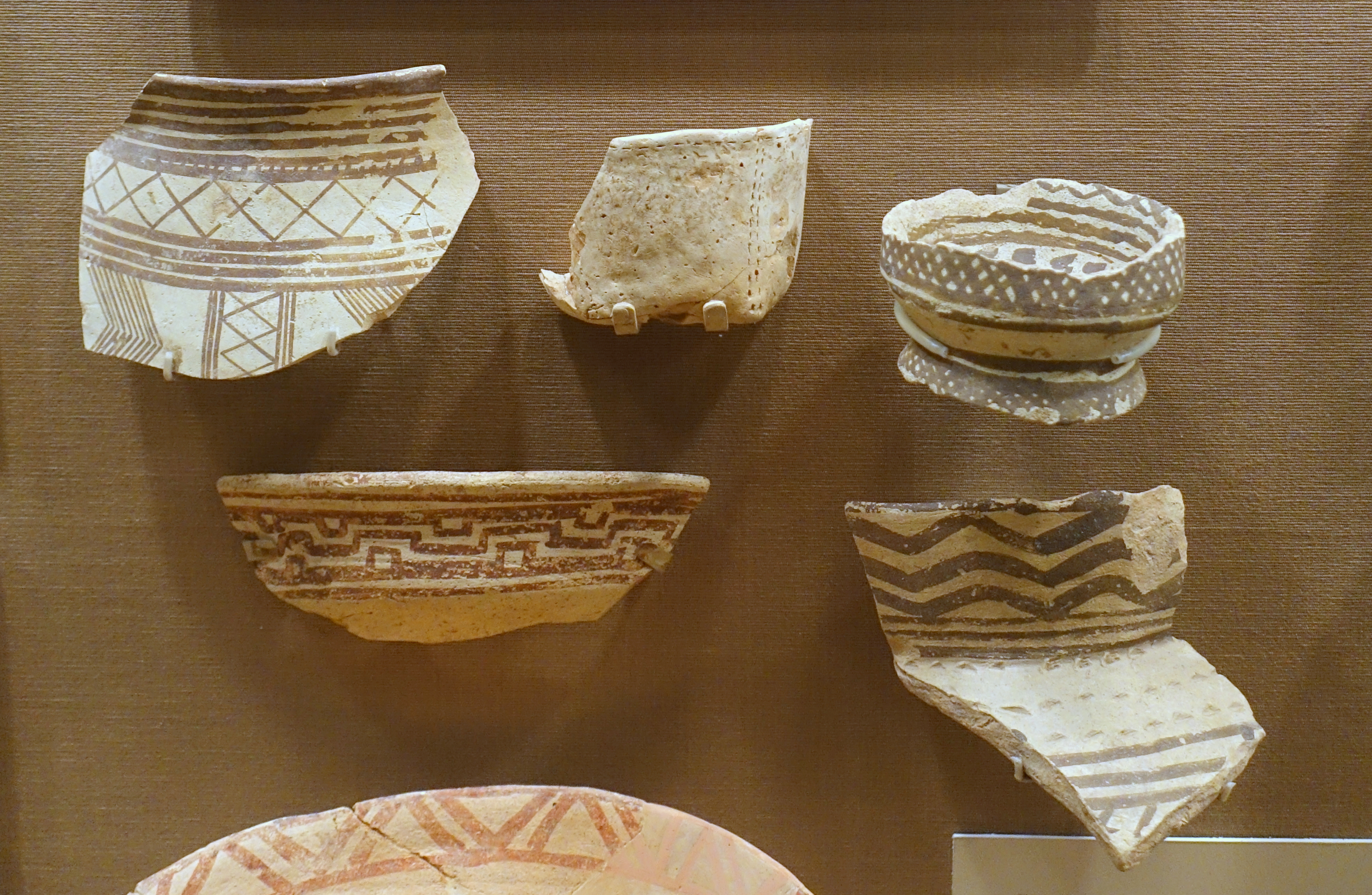
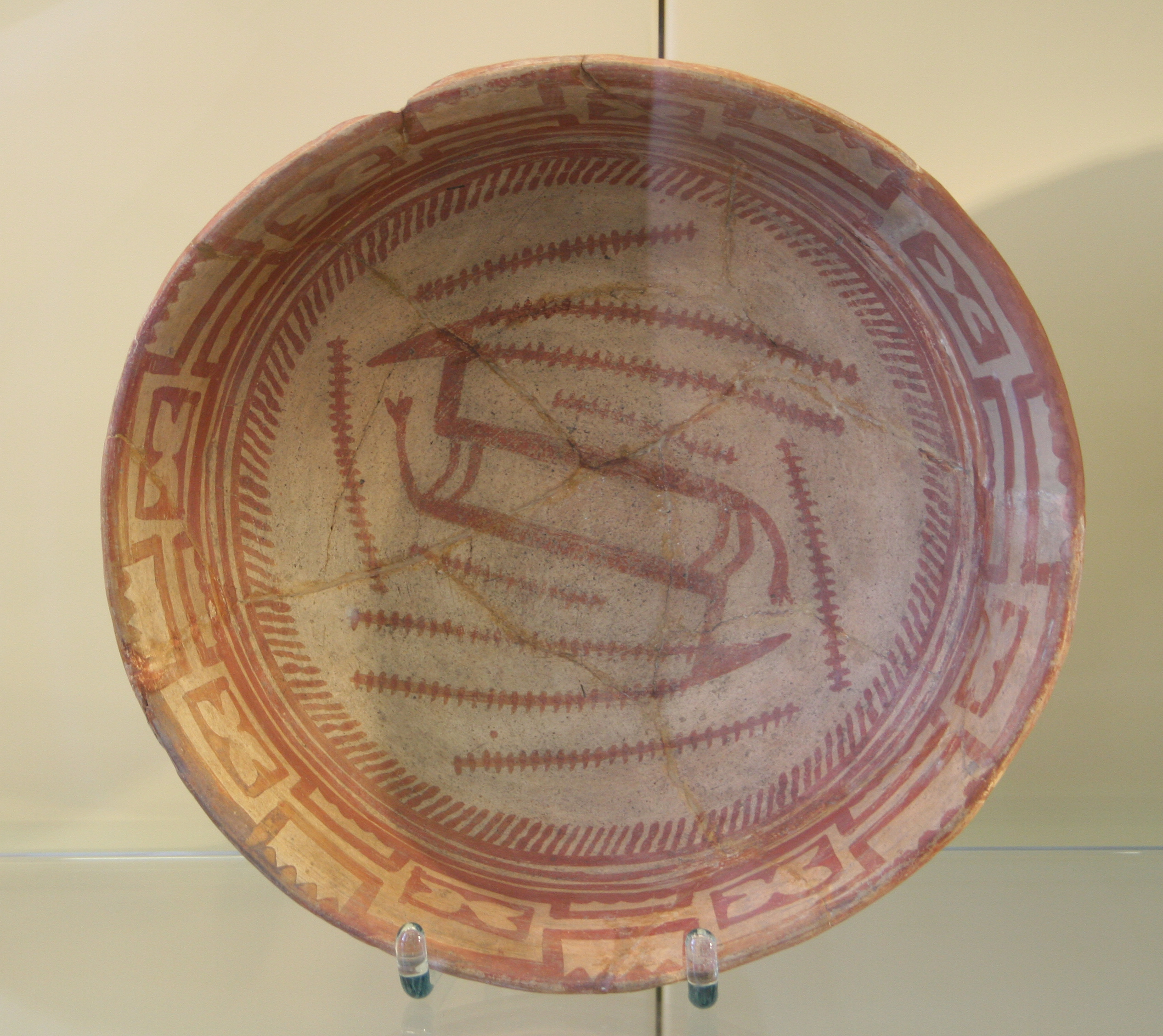
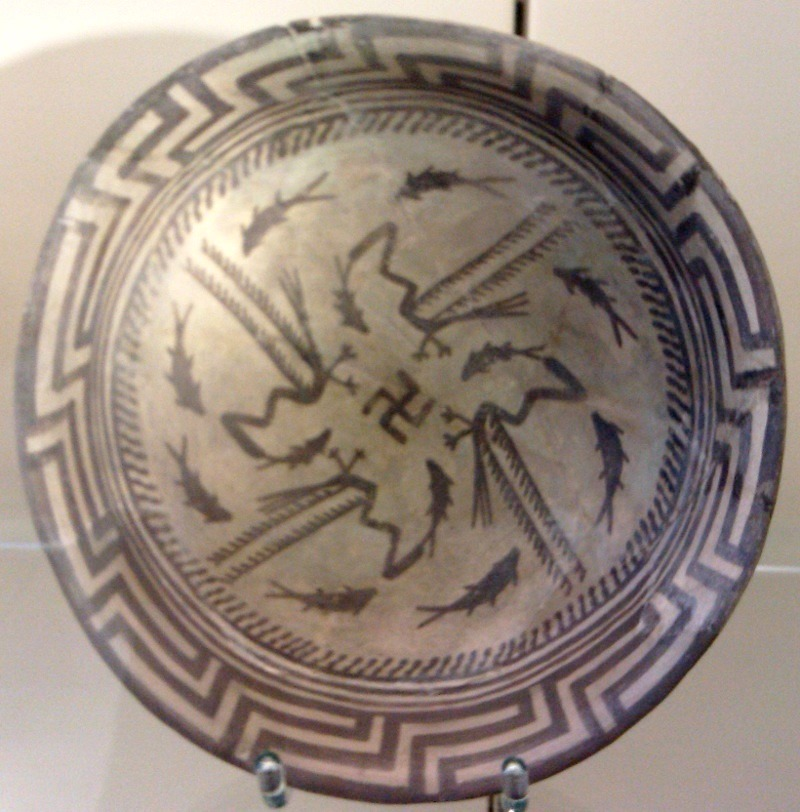
صحن سامراء.
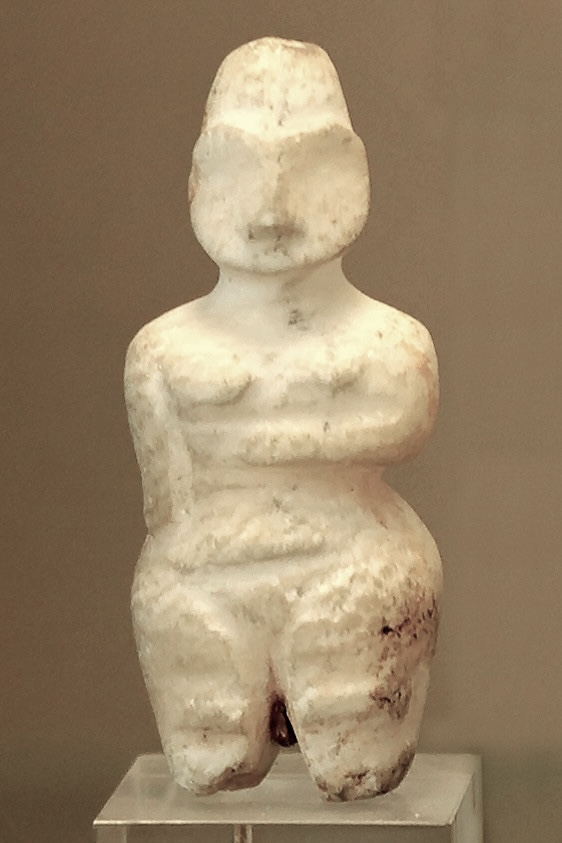